# Genève-Servette HC
Genève-Servette HC är ett ishockeylag från Genève i Schweiz. Laget grundades 1963 genom en sammanslagning av Servette FC och Urania Genève Sport. Året därpå kvalificerade de sig för Nationalliga A. Laget förlorade sin plats i högsta ligan 1975, men kom tillbaka 2002. Sedan dess har man bara missat playoff två gånger. Laget spelar sina matcher i Les Vernets.
Den 20 februari vann man Champions Hockey League genom att besegra Skellefteå AIK från Sverige med 3–2 vid finalen på hemmaplan i Genève.